# Cω
Cω (произносится: си́ оме́га, обычно записывается: Cw или Comega) — язык программирования, расширение языка программирования C#, разработанный Microsoft Research. Ранее был известен под кодовыми названиями X# и Xen, было переименовано в Cω после интеграции с Polyphonic C# — ещё одним разрабатываемым языком.
Целью Cω является предоставление естественного доступа к внешним источникам полуструктурированных и структурированных данных, например, базам данных или XML-документам, столь же удобного, как и к традиционным типам данных (например, как к строке или массиву). Многие идеи были унаследованы из более раннего проекта X#. Cω также включает новые структурные компоненты для поддержки параллельного программирования; эти особенности были в значительной степени заимствованы из ранней стадии Polyphonic C#.
Особенности языка были использованы для создания компонента LINQ в .NET Framework, компоненты параллельного программирования, в слегка изменённой форме, распространяются как Joins Concurrency Library для C# и других .NET-языков.

## Особенности языка
Язык описывается Microsoft как строго типизированный, ориентированный на работу с данными, и призванный объединить полуструктурированные данные (XML), реляционные данные (SQL) и .NET CTS.
Примеры интеграции синтаксиса языка с данными:
- тип выбора введён, в частности, для поддержки XSD, которые используют тег choice (или для «|» в DTD)[2];
- инициализация объектов при помощи XML конструкций[3];
- анонимные типы являются аналогом элемента xs:sequence в XML Schema[3]

## Некоторые синтаксические особенности языка

### Тип «поток»
Поток (англ. stream) в Cω — это, так же как и массив, набор однотипных объектов. В отличие от данных в массиве, данные в потоке создаются непосредственно при обращении к нему, с помощью генераторов. Синтаксически генератор выглядит так же как и обыкновенный метод, за исключением того, что генератор может выдавать несколько объектов. Тип потока объявляется добавлением звездочки после имени типа — T*.
```
// Генератор потока

int
*
 
OneToTen
()
 
{

  
for
 
(
int
 
i
 
=
 
1
;
 
i
 
<=
 
10
;
 
i
++
)
 
yield
 
return
 
i
;

}

// Использование генератора для вывода потока

int
*
 
IntStream
 
=
 
OneToTen
();

foreach
(
int
 
j
 
in
 
IntStream
)
 
{

  
Console
.
WriteLine
(
j
);

};

```

### Тип выбора
Тип выбора определяется ключевым словом choice, и указывает на то, что данные могут быть определены разным способом. Например, объявление структуры Address:
```
struct
 
Address
 
{

    
struct
{

        
choice
 
{
 
string
 
Street
;
 
int
 
POBox
;
 
};

        
string
 
City
;

        
int?
 
ZipCode
;

        
string
 
Country
;

    
};

}

```

означает, что в ней может храниться либо название улицы как строка (string Street), либо номер абонементного почтового ящика как число (int POBox), но не оба одновременно. Обращение к члену Address::Street вернет либо строку с названием улицы, если структура содержит её, либо null, если структура содержит номер абонементного почтового ящика.

### Возможные null-значения
Имя класса при объявлении переменной может быть записано в виде T?. При таком объявлении, в случае доступа к членам класса в неинициализированном объекте, не будет генерироваться null-reference-исключение, а вместо этого вернется значение null.
```
Button
 
b
 
=
 
null
;

bool
 
d
 
=
 
b
.
AllowDrop
;
  
// NullReferenceException

Button
?
 
b
 
=
 
null
;

bool?
 
d
 
=
 
b
.
AllowDrop
;
  
// возвращает null

```

### Анонимные структурные типы
Анонимные типы соответствуют элементу xs:sequence в XML Schema. Анонимные структурные типы похожи на обычные структурные типы в C#, но имеют ряд существенных отличий:
- для анонимной структуры нет явного названия типа
- члены в анонимной структуре упорядочены, что позволяет получить доступ к ним через индекс
- члены анонимной структуры не обязаны иметь имени, они могут иметь только тип
- анонимная структура может иметь несколько членов с одним и тем же именем, в этом случае при обращении по этому имени будет возвращён поток
- анонимные структуры с одинаковой структурой (члены одинаковых классов в одинаковом порядке) совместимы, и значения могут быть присвоены.

```
struct
{
 
int
;
 
string
;
 
string
;
 
DateTime
 
date
;
 
string
;}
 
x
 
=

  
new
 
{
47
,
 
"Hello World"
,
 
"Dare Obasanjo"
,
 
date
=
DateTime
.
Now
,
 
"This is my first story"
};

Console
.
WriteLine
(
x
[
1
]);
 
// Hello World

```

### Использование XML-конструкций
В Cω можно создавать объекты с помощью XML-синтаксиса, при этом XML-сущности могут содержать встроенный код для вычисления значения. Однако, так как Cω строго типизированный язык, имена членов объекта, а также их типы должны быть известны при компиляции. Пример ниже показывает как можно использовать XML-синтаксис:
```
public
 
class
 
NewsItem
 
{

  
attribute
 
string
 
title
;

  
struct
 
{
 
DateTime
 
date
;
 
string
 
body
;
 
}

  
public
 
static
 
void
 
Main
()
 
{

    
NewsItem
 
news
 
=
 
<
NewsItem
 
title
=
"Hello World"
>

                      
<
date
>
{
DateTime
.
Now
}
</
date
>

                      
<
body
>
I
 
am
 
the
 
first
 
post
 
of
 
the
 
New
 
Year
.
</
body
>

                    
</
NewsItem
>
;

    
Console
.
WriteLine
(
news
.
title
 
+
 
" on "
 
+
 
news
.
date
);

  
}

}

```

### Доступ к членам
С появлением потоков и анонимных структур, которые могут содержать несколько членов с одинаковым именем, даже обыкновенный доступ к члену при помощи оператора точки в Cω можно рассматривать как запрос. Например, books.Book.title вернёт свойства title всех объектов Book из класса books.
Оператор «.*» используется для получения всех полей в типе. Например, books.Book.* возвращает поток всех членов всех объектов Book из класса books.
Cω также поддерживает транзитивный доступ к членам через оператор «…». Операция books…title возвращает поток, содержащий все члены title, которые содержатся в классе books, или в его содержимом (по рекурсии). Оператор транзитивного доступа так же может быть использован для доступа к членам определённого типа: …typename::*. Например, books…string::* возвращает поток, содержащий все члены типа string, содержащиеся в классе books, или в его содержимом (по рекурсии).
К результатам оператора транзитивного доступа можно применить фильтрацию. Фильтр применяется к запросу используя оператор «[expression]».
```
 
struct
 
{
int
 
a
;
 
int
 
b
;
 
int
 
c
;}
 
z
 
=
 
new
 
{
a
=
5
,
 
b
=
10
,
 
c
=
15
};

 
int
*
 
values
 
=
 
z
…
int
::
*
[
it
 
>
 
8
];

 

 
foreach
(
int
 
i
 
in
 
values
){

   
Console
.
WriteLine
(
i
 
+
 
" is greater than 8"
);

 
}

```

### SQL-операции
Cω вводит следующие SQL-операции как ключевые слова языка:
- проекция (select, from);
- фильтрация (distinct, top, where);
- сортировка (order by, asc, desc);
- группировка (group by, having, Count, Min, Max, Avg, Sum, Stddev);
- объединения (inner join, left join, right join, outer join);
- модификация (insert, update, delete, transact, commit, rollback);

Такой подход позволяет работать с данными используя SQL-подобные запросы.
```
public
 
class
 
Test
{

  
enum
 
CDStyle
 
{
Alt
,
 
Classic
,
 
HipHop
}

  
static
 
struct
{
 
string
 
Title
;
 
string
 
Artist
;
 
CDStyle
 
Style
;
 
int
 
Year
;}
*
 
CDs
 
=
 
new
{

   
new
{
 
Title
=
"Lucky Frog"
,
 
Artist
=
"Holly Holt"
,
 
Style
=
CDStyle
.
Alt
,
 
Year
=
2001
},

   
new
{
 
Title
=
"Kamikaze"
,
 
Artist
=
"Twista"
,
 
Style
=
CDStyle
.
HipHop
,
 
Year
=
2004
},

   
new
{
 
Title
=
"Stop Light Green"
,
 
Artist
=
"Robert O'Hara"
,
 
Style
=
CDStyle
.
Alt
,
 
Year
=
1981
},

  
};

  
public
 
static
 
void
 
Main
(){

    
struct
 
{
 
string
 
Title
;
 
string
 
Artist
;}
*
 
results
;
 

    

    
results
 
=
 
select
 
Title
,
 
Artist
 
from
 
CDs
 
where
 
Style
 
==
 
CDStyle
.
HipHop
;

    
results
.{
 
Console
.
WriteLine
(
"Title = {0}, Artist =  {1}"
,
 
it
.
Title
,
 
it
.
Artist
);
 
};

  
}

}

```